# Smethwick
Smethwick – miasto w Anglii, w hrabstwie ceremonialnym West Midlands, w dystrykcie metropolitalnym Sandwell. Leży 5 km na zachód od miasta Birmingham i 167 km na północny zachód od Londynu.